# العلاقات الإكوادورية المكسيكية
العلاقات الإكوادورية المكسيكية هي العلاقات الثنائية التي تجمع بين الإكوادور والمكسيك.

## مقارنة بين البلدين
هذه مقارنة عامة ومرجعية للدولتين:
| وجه المقارنة                                              | الإكوادور                      | المكسيك                                                                               |
| --------------------------------------------------------- | ------------------------------ | ------------------------------------------------------------------------------------- |
| المساحة (كم2)                                             | 283.56 ألف                     | 1.97 مليون                                                                            |
| عدد السكان (نسمة)                                         | 16.62 مليون                    | 130.53 مليون                                                                          |
| الكثافة السكانية (ن./كم²)                                 | 58.61                          | 66.26                                                                                 |
| العاصمة                                                   | كيتو                           | مدينة مكسيكو                                                                          |
| اللغة الرسمية                                             | اللغة الإسبانية، كيشوا ‏، شوار ‏ | اللغة الإسبانية                                                                       |
| العملة                                                    | دولار أمريكي، سوكري إكوادوري   | بيزو مكسيكي                                                                           |
| الناتج المحلي الإجمالي (بليون دولار)                      | 103.06 مليار                   | 1.15 تريليون                                                                          |
| الناتج المحلي الإجمالي (تعادل القوة الشرائية) بليون دولار | 185.24 مليار                   | 2.16 تريليون                                                                          |
| الناتج المحلي الإجمالي الاسمي للفرد دولار أمريكي          | 6.21 ألف                       | 9.01 ألف                                                                              |
| الناتج المحلي الإجمالي للفرد دولار أمريكي                 | 11.37 ألف                      | 17.32 ألف                                                                             |
| مؤشر التنمية البشرية                                      | 0.746                          | 0.756                                                                                 |
| رمز المكالمات الدولي                                      | +593                           | +52                                                                                   |
| رمز الإنترنت                                              | .ec                            | .mx                                                                                   |
| المنطقة الزمنية                                           | 00                             | منطقة زمنية وسطى، المنطقة الزمنية الجبلية، زمن منطقة المحيط الهادئ، منطقة زمنية شرقية |

## مدن متوأمة
في ما يلي قائمة باتفاقيات التوأمة بين مدن إكوادورية ومكسيكية:
- ترتبط مانتا، الإكوادور مع أكابولكو باتفاقية توأمة.
- ترتبط كوينكا مع غواناخواتو باتفاقية توأمة منذ 20 أبريل 1993.
- ترتبط سامبورونديون [الإنجليزية]‏ مع تلانيبانتلا دي باز باتفاقية توأمة.

## منظمات دولية مشتركة
يشترك البلدان في عضوية مجموعة من المنظمات الدولية، منها:
| علم المنظمة | اسم المنظمة                                                          | تاريخ انضمام الإكوادور | تاريخ انضمام المكسيك |
| ----------- | -------------------------------------------------------------------- | ---------------------- | -------------------- |
|             | مؤسسة التنمية الدولية                                                | 7 نوفمبر 1961          | 24 أبريل 1961        |
|             | يونسكو                                                               | 22 يناير 1947          | 4 نوفمبر 1946        |
|             | وكالة ضمان الاستثمار متعدد الأطراف                                   | 12 أبريل 1988          | 1 يوليو 2009         |
|             | الأمم المتحدة                                                        | 21 ديسمبر 1945         | 7 نوفمبر 1945        |
|             | وكالة حظر الأسلحة النووية في أمريكا اللاتينية ومنطقة البحر الكاريبي ‏ | ?                      | ?                    |
|             | الفريق المعني برصد الأرض                                             | ?                      | ?                    |
|             | الاتحاد البريدي العالمي                                              | ?                      | ?                    |
|             | البنك الدولي للإنشاء والتعمير                                        | 28 ديسمبر 1945         | 31 ديسمبر 1945       |
|             | المنظمة الهيدروغرافية الدولية                                        | ?                      | ?                    |
|             | الاتحاد الدولي للاتصالات                                             | 17 أبريل 1920          | 1 يوليو 1908         |
|             | منظمة حظر الأسلحة الكيميائية                                         | ?                      | ?                    |
|             | مؤسسة التمويل الدولية                                                | 20 يوليو 1956          | 20 يوليو 1956        |
|             | منظمة التجارة العالمية                                               | ?                      | 1995                 |
|             | منظمة الشرطة الجنائية الدولية                                        | ?                      | ?                    |

## وصلات خارجية
- موقع وزارة الخارجية الإكوادورية
- موقع وزارة الخارجية المكسيكية